# Comtat de Lisieux
El comtat de Lisieux fou una jurisdicció feudal de Normandia formada pel pagus Lexoviensis (el Lieuvin), limitat al nord pel riu Charentonne i la mar, a l'est pel riu Risle, i a l'oest pel riu Dive. Incloia part de les terres concedides al cap normand Giroie (d'ascendència bretona, net d'Abbó el Breto i fill d'Arnold el Gros) i la seva família, i els deganats de Gacé i Montreuil. El 1026 el bisbe de Lisieux va assolir els drets comtals.
Vegeu: Bisbat de Lisieux